# ジェイソン・ケニー
ジェイソン・ケニー（Jason Kenny, CBE、1988年3月22日 - ）は、イングランド、ボルトン出身の自転車競技（トラックレース）選手。

## 経歴

### 2006年
- ベルギーのヘントで開催されたジュニア世界選手権自転車競技大会において、チームスプリント、ケイリン、スプリントの三冠を達成。
- UCIトラックワールドカップクラシックス2006-2007第1戦・モスクワ大会・チームスプリントにおいて、クレイグ・マクリーン、マシュー・クランプトンとのトリオで優勝。

### 2008年
- 北京オリンピック
  -  大会直前になってチームスプリントのメンバーに選出され、ジェミー・スタッフ（1走）、ケニー（2走）、クリス・ホイ（3走）で挑み、予選で42.950秒という驚愕のタイムをマーク。決勝でも優勝候補の筆頭だったフランスを圧倒し、金メダルを獲得した。
  -  スプリントでは、ホイに続いて銀メダルを獲得した。
- UCIトラックワールドカップ2008-2009
  - マンチェスター - スプリント及びチームスプリント優勝
- 12月31日、大英帝国勲章(MBE)受章。

### 2009年
- UCIトラックワールドカップ2008-2009
  - コペンハーゲン - チームスプリント 優勝
- UCIトラック世界選手権大会 チームスプリント 2位。

### 2010年
- UCIトラック世界選手権大会 チームスプリント 3位。
- トラックレースヨーロッパ選手権 - ケイリン 優勝

### 2011年
- UCIトラック世界選手権大会
  - スプリントは当初2位、チームスプリントは当初3位だったが、フランス自転車競技連盟(FFC)が2011年11月8日、グレゴリー・ボジェに対し、18ヶ月間の期間中に2回、アンチ・ドーピング規程上の居場所情報の提出を行わなかったとして、2010年12月23日〜2011年12月22日まで1年間の出場停止処分とする内示を2012年1月6日に提示。これを受け国際自転車競技連合(UCI)は、2011年のUCIトラック世界選手権大会におけるスプリント及びチームスプリント、さらに同年のフランス選手権のスプリントにおける優勝記録を抹消することを公表した[1] 。そのためスプリントで優勝、チームスプリントでは2位と、それぞれ順位が繰り上がることになった。

### 2012年
- UCIトラック世界選手権大会
  - スプリント決勝で、グレゴリー・ボジェとの因縁の対戦となったが、ストレート負けし2位。
  - ケイリン 3位
- ロンドンオリンピック
  -  チームスプリントでは、フィリップ・ヒンデス、クリス・ホイとともに出場。（再発走前）予選で、ヒンデスがスタート直後にバランスを崩して落車するアクシデントに見舞われたが、再発走となった予選では第2走[2] として、43秒065の五輪新記録、続く1回戦の日本戦では42秒747、そして決勝のフランス戦では42秒600のそれぞれ世界新記録樹立に貢献し、金メダルを獲得した。
  -  スプリントでは、世界選手権で敗退続きだったグレゴリー・ボジェを決勝でストレートで下し金メダル。

### 2013年
- UCIトラック世界選手権大会
  -  ケイリンでは準決勝で当初4着到達ながらも、1着入線のフランソワ・ペルヴィスの失格により3位に繰り上がって決勝に進出。決勝戦ではゴール直前追い込んで優勝。

### 2016年
- UCIトラックサイクリング・ワールドカップ
  -  チームスプリント 優勝
  -  スプリント 3位
- UCIトラック世界選手権大会  スプリント 優勝
- リオデジャネイロオリンピック
  -  チームスプリント 金メダル
  -  スプリント 金メダル
  -  ケイリン 金メダル

### 2018年
- UCIトラック世界選手権大会 チームスプリント 2位

### 2019年
- UECヨーロッパ選手権自転車競技大会トラックレース（英語版） チームスプリント 2位

### 2020年
- UCIトラック世界選手権大会 チームスプリント 2位

### 2021年
- 東京オリンピック
  -  ケイリン 金メダル
  -  チームスプリント 銀メダル

### 2022年
- 大英帝国勲章コマンダー受章[3]。